# Ельке Дрюлль
Ельке Дрюлль (нім. Elke Drüll, 1 квітня 1956) — німецька хокеїстка на траві.
Срібна призерка Олімпійських Ігор 1984 року.